# Cmentarz Chvalski
Cmentarz Chvalski (cz. Chvalský hřbitov) – cmentarz położony w stolicy Czech w dzielnicy Praga 9 (Horní Počernice-Chvaly), u zbiegu ulic Náchodskiej i Bystrej.

## Historia
Cmentarz w dawnej wsi Chvaly został założony w 1777 dzięki księdzu Josefowi Janowi Pánkowi. Początkowo znajdowała się tu również kaplica św. Franciszka Ksawerego zwana U Háje (W gaju). Został poświęcony 25 listopada przez wikariusza miejscowej parafii Jiříego Paroubka. W 1906 starsza część cmentarza została przedłużona na zachód, jego uroczyste poświęcenie miało miejsce 2 listopada, dokonał tego proboszcz Josef Laštovički. Główne wejście znajduje się w zachodniej, nowej części cmentarza. W starszej części znajdują się dwie murowane kaplice, dwa duże grobowce, a w południowo-wschodnim narożniku cmentarza zlokalizowano kolumbarium. 

### Pochowani
- Jekatierina Brieszko-Brieszkowska – rewolucjonistka, działaczka Narodnej Woli, następnie partii eserowców;
- Josef Danda – architekt;
- Antonín Holý – naukowiec specjalizujący się w chemii, współtwórca leków przeciwwirusowych;
- Václav Markup – artysta, rzeźbiarz.